# 저산대수마트라흰배쥐
저산대수마트라흰배쥐(Niviventer fraternus)는 쥐과에 속하는 설치류의 일종이다. 인도네시아 수마트라섬 서부의 산맥을 따라서 저산대 숲에서 발견된다.